# パトリック・セケイラ
パトリック・ジルマール・セケイラ・メヒアス（Patrick Gilmar Sequeira Mejías、 1999年3月1日 - ）は、コスタリカ・リモン出身のサッカー選手。プリメイラ・リーガ・カーザ・ピアAC所属。コスタリカ代表。ポジションはゴールキーパー。

## 経歴

### クラブ
コスタリカのリモンで生まれ育ち、2016年6月にデポルティーボ・サプリサのトップチームに昇格した。
2017年8月、スペインに渡りレアル・ウニオンと2年間のローン契約を結んだ。同年10月29日、CDトゥデラーノとの試合でデビューした。
2020年9月8日、セルタ・デ・ビーゴBに1年間の期限付き移籍をした。
2022年7月4日、セグンダ・ディビシオンのCDルーゴと3年契約で移籍した。
2023年7月3日、UDイビサに2年契約で移籍した。
2024年7月25日、カーザ・ピアACに移籍した。

### 代表
2021 CONCACAFゴールドカップのコスタリカ代表に選出されたが、本大会での出場はなかった。当初はグループステージのジャマイカ戦でデビューする予定だったが、試合の直前に足首を負傷したためレオネル・モレイラが出場した。
2022年9月23日、韓国代表との親善試合で、スタメン出場していたエステバン・アルバラードがレッドカードで退場したため、ジョエル・キャンベルと代わり途中出場で代表デビューを果たした。
11月4日、W杯カタール大会に向けたメンバーの1人に選ばれた。

## 代表歴

### 出場大会
- コスタリカ代表
  - 2022 FIFAワールドカップ

### 試合数
- 国際Aマッチ 16試合 0得点（2022年-）[10]

| コスタリカ代表 | 国際Aマッチ | 国際Aマッチ |
| 年             | 出場        | 得点        |
| -------------- | ----------- | ----------- |
| 2022           | 2           | 0           |
| 2023           | 0           | 0           |
| 2024           | 12          | 0           |
| 2025           | 2           | 0           |
| 通算           | 16          | 0           |